# Tim Buck
Pour les articles homonymes, voir Buck.
Timothy (Tim) Buck (6 janvier 1891 - 11 mars 1973), homme politique et militant communiste canadien. fut secrétaire général de longue date du Parti communiste du Canada (connu dans les années 1940 jusqu'à la fin des années 1950 sous le nom de Parti ouvrier progressiste) de 1929 à 1962. Buck fut également l'un des leaders de l'Internationale communiste aux côtés de Ernst Thälmann (Allemagne), Maurice Thorez (France), Palmiro Togliatti (Italie), Earl Browder (États-Unis) et Harry Pollitt (Angleterre). Il avait été élu secrétaire général de l'organisation en 1929.

## Biographie
Machiniste de profession, Buck naît à Beccles, en Angleterre, et émigre au Canada en 1910, vraisemblablement parce que réserver un voyage en bateau à vapeur à destination du Canada coûtait moins cher que pour l’Australie. Il s’engage dans le mouvement syndical et se joint à l’Association internationale des machinistes et à la politique radicale de la classe ouvrière de Toronto. En 1921, il participe au congrès de fondation du Parti communiste du Canada. N’étant pas un des membres dirigeants du Parti dès ses débuts, Buck se fait connaître comme sympathisant de Joseph Staline et en devient le secrétaire général en 1929, à la suite de la purge de l’ancienne direction du Parti qui appuyait Trotski et d’autres membres ayant été destitués pour soutenir Boukharine. Buck en demeurera secrétaire général jusqu'en 1962 et un partisan inconditionnel de la ligne soviétique pendant toute la durée de son mandat. Durant les années 1920, il s'implique également dans les milieux communistes de Montréal auprès, notamment, d'Albert Saint-Martin.

## Personnalité nationale
En 1928, Buck se fait expulser de l’Association internationale des machinistes parce qu’il est membre du Parti communiste du Canada[réf. nécessaire]. Avec le début de la Grande Dépression, le gouvernement conservateur de Richard Bedford Bennett s’inquiète de plus en plus de l’activité et de l’agitation de gauche. Le 11 août 1931, les bureaux du Parti communiste à Toronto sont perquisitionnés, et Buck et plusieurs de ses collègues sont arrêtés et accusés de sédition. Jugé en novembre, Buck est reconnu coupable de sédition et condamné aux travaux forcés.
Il est emprisonné de 1932 à 1934 au pénitencier de Kingston, où il sera la cible d’une tentative apparente d’assassinat dans sa cellule, la nuit suivant une émeute en prison. Alors que Buck est assis dans sa cellule à écouter la mêlée à l’extérieur, huit coups de feu sont tirés par une fenêtre dans sa cellule, manquant de peu le détenu[réf. nécessaire]. À la fin de 1933, le ministre de la Justice, Hugh Guthrie, admet à la Chambre des communes du Canada que des coups de feu avaient intentionnellement été tirés dans la cellule de Buck mais que c’était « seulement pour l’effrayer ». Buck a finalement été libéré après une vaste campagne menée pour ses droits civiques. Son long témoignage devant la commission Archambault contribuera à la réforme des prisons au Canada. Buck est, en conséquence, salué comme un champion héroïque des libertés civiles.
Le Parti communiste est interdit en 1941 en vertu des Règlements concernant la défense du Canada. Buck et d’autres dirigeants communistes importants sont contraints à la clandestinité, puis finalement à s’exiler aux États-Unis, en raison de leur soutien au pacte germano-soviétique. Les Allemands et les Soviétiques ont peu après envahi la Pologne au début de la Seconde Guerre mondiale. Tout comme les sympathisants et les immigrants des pays de l'Axe, les communistes étaient considérés comme étant de connivence avec l'Allemagne, et tous ceux qui étaient soupçonnés d’appuyer fortement cette alliance sont emprisonnés en vertu de la Loi sur les mesures de guerre. Cette situation politique n’a commencé à changer qu’avec l’invasion allemande de l’Union soviétique, qui entre dans la Seconde Guerre mondiale du côté des Alliés. Les communistes canadiens mettent alors fin à leur opposition à la guerre et appuient évidemment avec enthousiasme l’effort de guerre canadien. Le Parti soutient l’appel du gouvernement à la conscription et met sur pied des comités de consultation dirigés par Tim Buck qui appellent à voter « Oui » à l’occasion du plébiscite national de 1942 tenu sur la conscription. Cette campagne de soutien à la guerre contribue à changer l’opinion publique à l’égard des communistes et aboutit à la libération, par le gouvernement, des dirigeants communistes détenus et au retour de Buck et d’autres dirigeants en exil. Bien que l’interdiction du Parti lui-même n’ait pas été levée, le Parti ouvrier progressiste est autorisé à s’organiser en tant qu’entité publique légale.

## Politique électorale
Buck tente à six reprises de se faire élire comme député communiste à la Chambre des communes. Il remporte 25 % des suffrages, se classant troisième, lorsqu'il se présente dans Winnipeg-Nord aux élections fédérales de 1935. Il perd devant Abraham Albert Heaps, le candidat de la Fédération du Commonwealth coopératif (CCF). Lors des élections municipales de Toronto en 1937, il arrive à 200 voix près de remporter une élection générale au Conseil de contrôle de la ville de Toronto. Il remporte 26 % des voix lorsqu'il se présente dans la circonscription de Trinity à Toronto, lors des élections de 1945 et 21 % lors des élections de 1949, terminant devant le candidat de la CCF à ces deux occasions. Aux élections de 1953, il n’obtient que 8,7 % des suffrages, puis seulement 3,7 % lors de sa dernière participation aux élections de 1958. Seul son confrère Fred Rose parviendra à se faire élire sous la bannière communiste à Ottawa lors d'élections partielles de 1943 et aux générales de 1945.

## Dernières années
Buck prend sa retraite en tant que secrétaire général du Parti communiste du Canada en 1962, mais restera président du Parti à titre honorifique jusqu'à sa mort en 1973. La publication d’une version posthume de ses mémoires en 1977, par NC Press, à partir d’entrevues réalisées pour la Société Radio-Canada (SRC) en 1965, suscitera une controverse au sein du parti. Dans Yours in the Struggle: Reminiscences of Tim Buck, l’ancien chef du parti critique Nikita Khrouchtchev et se porte plutôt à la défense de Staline, sans pour autant s’écarter de la perspective actuelle du mouvement communiste international.
Les principales préoccupations du Parti reposaient sur le fait que les éditeurs tentaient de présenter Buck sous un angle promaoïste, par rapport à la rupture sino-soviétique, où le parti s’était rangé aux côtés de l’Union soviétique, et que les enregistrements vagues donnaient facilement lieu à une mauvaise interprétation. Les membres du Comité central responsables de sa publication furent punis pour « violation grave au centralisme démocratique »[3]. Plus tôt en 1975, Progress Books avait publié Tim Buck — A Conscience for Canada (https://archive.org/details/TimBuck ConscienceCanada) d’Oscar Ryan, considéré comme la biographie approuvée par le parti. Dans cette dernière, Buck a été citée comme suit : « Pendant un certain temps, j’ai donné l’impression de défendre Staline. Je n’ai pas défendu ce qu’il avait fait; le fait est que personne ne pouvait défendre ce que Khrouchtchev a révélé. ».
Le trotskiste canadien, Ian Angus, a également critiqué Yours in Struggle, au sujet d’accusations pour lesquelles Buck aurait déclaré une fausse information concernant la purge de membres suppléants, dès le début de son ascension au sein du parti[réf. nécessaire]. Il poursuit cette critique avec la publication de son livre en 1981 Canadian Bolsheviks: The Early Years of the Communist Party of Canada, qui analysait la formation et la montée du parti, mais estime que Tim Buck l’aurait trahi en faisant sa propre promotion et celle d’une forte ligne prosoviétique[réf. nécessaire].

## Publications
- A Labor Policy for Victory, Communist-Labor Total War Committee, Toronto, 1943
- Palestine: What is the Solution?, National Jewish Committee & Labor-Progressive Party, Toronto, 1946
- Europe's Rebirth: An Eyewitness Account, Progress Books, Toronto, 1947
- Canada: The Communist Viewpoint, Progress Books, Toronto, 1948
- Thirty Years 1922-1952: The story of the Communist Movement In Canada, Progress Books, Toronto, 1952
- Our Fight for Canada: Selected Writings (1923-1959), Progress Books, Toronto, 1959
- Canada and the Russian Revolution: The Impact of the World's First Socialist Revolution on Labor and Politics in Canada, Progress Books, Toronto, 1967
- Lenin and Canada: His Influence on Canadian Political Life, Progress Books, Toronto, 1970